# Красный Север (газета, Салехард)
Красный Север (нен. Няръяна Ӈэрм) — старейшая газета Ямало-Ненецкого АО. Издаётся с 19 апреля 1931 года в Салехарде (19 апреля объявлено Днем ямальских СМИ). Распространяется по всей территории Ямала.
Выходит два раза в неделю, на 16 полосах по средам и на 24 полосах по субботам. Тираж около 10 тыс. экземпляров. Распространяется по подписке, а также в розницу.

## История
Первоначально называлась «Рыбак». Долгое время издавалась на русском и ненецком языках, но потом была разделена на 2 отдельные газеты: русскоязычную «Красный Север» и ненецкую «Няръяна Ӈэрм».
5 июля 1930 года вышел первый номер путинной выездной газеты «Рыбак» в Обдорске. Работала выездная редакция тобольской газеты «Советский Север». Газета была сезонной, журналисты переезжали с песка на песок, издавая листок о работе рыбаков. Отработав до конца сентября и выпустив 28 номеров, журналисты вернулись в Тобольск.
20 июня 1931 года издан приказ Ямало-Ненецкого исполкома «О реорганизации районной печати», в котором председатель оргбюро по образованию Ямальского округа Сергей Скороспехов поручает редактору районной путинной газеты «Рыбак» Сыропятову составить план-схему реорганизации газеты в окружную постоянную.
26 июня 1931 года датирован первый номер «Рыбака» нового сезона в Обдорске. Газета была по-прежнему путинной, однако в первых же номерах шла речь о том, что городу и округу нужна собственная постоянная газета.
15 сентября 1931 года вышел первый номер газеты «Няръяна Нгэрм» («Красный Север») – органа Оргбюро ОК ВКП(б), окружного исполнительного комитета и окружного профсовета. Из рыбопромысловой газета превратилась в орган печати госвласти на уровне национального округа. С этого времени выход издания стал регулярным.
С 1 июня 1953 года к основному номеру газеты добавился выпуск на ненецком языке «Нярьяна Нгэрм». Его готовила созданная отдельная редакция, в основном дублируя материалы из «Красного Севера». Обе газеты подписывал один редактор.
С 1991 года решением Совета народных депутатов автономного округа ненецкий листок перестал дублировать материалы «Красного Севера» и стал самостоятельным изданием.
В 2016 году Союз журналистов России и Торгово-промышленная палата РФ признали «Красный Север» лучшей региональной газетой страны.
С ноября 2018 года редакция экспериментирует в области дополненной реальности, выпущено приложение AR.YAMAL.